# Krzysztof Warlikowski

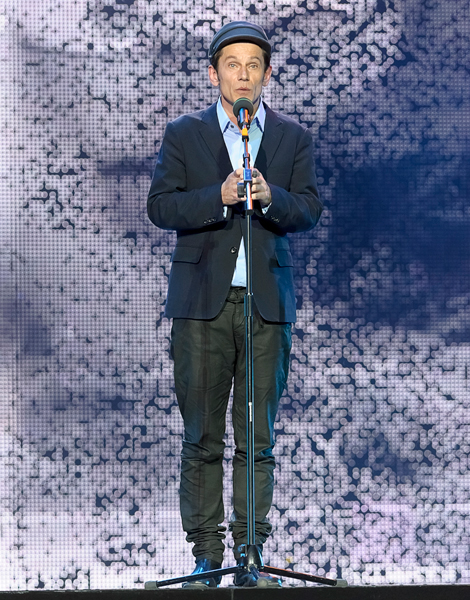
Krzysztof Warlikowski (2012)

Krzysztof Warlikowski (ur. 26 maja 1962 w Szczecinie) – polski reżyser teatralny.

## Życiorys
Jest absolwentem I Liceum Ogólnokształcącego im. Marii Skłodowskiej-Curie w Szczecinie. Studiował historię, filozofię i filologię romańską na Uniwersytecie Jagiellońskim, historię teatru greckiego w École Pratique des Hautes Études na Sorbonie. Dyplom reżyserski zdobył na Wydziale Reżyserii Dramatu Państwowej Wyższej Szkoły Teatralnej w Krakowie, gdzie studiował w latach 1989–1993.
W 1991 asystował Krystianowi Lupie przy realizacji spektaklu Malte albo Tryptyk marnotrawnego syna na podstawie utworów Rainera Marii Rilkego w Narodowym Starym Teatrze w Krakowie. W latach 1992–1993 był asystentem Petera Brooka przy spektaklu Peleas – Impresje (Impressions de Pélleas) według opery Peleas i Melisanda Claude’a Debussy’ego w paryskim Bouffes du Nord. Był również asystentem Ingmara Bergmana i Giorgio Strehlera.
Reżyseruje w kraju i za granicą; do tej pory zrealizował ponad trzydzieści spektakli, w tym 11 inscenizacji dramatów Szekspira m.in. Hamleta w Tel Awiwie i Warszawie, Wieczór trzech króli w Stuttgarcie, Poskromienie złośnicy w Warszawie, Burzę w Stuttgarcie i Warszawie, Makbeta w Hanowerze. Drugim ważnym polem zainteresowań teatralnych Warlikowskiego jest dramat antyczny: ma na koncie m.in. głośne przedstawienia Elektry Sofoklesa i Bachantek Eurypidesa. Inscenizuje również dramaty współczesne, m.in. Bernarda-Marie Koltèsa i Sarah Kane. W 2005 roku wyreżyserował spektakl Krum Hanocha Levina (TR Warszawa w koprodukcji ze Starym Teatrem w Krakowie), który został doskonale przyjęty przez większość krytyków, odniósł też sukces na festiwalu teatralnym w Awinionie. W 2006 roku odbyła się premiera wyreżyserowanej przez Warlikowskiego Madame de Sade Yukio Mishimy w Tonnel Groep w Amsterdamie. Na początku 2007 Warlikowski przygotował inscenizację sztuki nagrodzonej Pulitzerem Anioły w Ameryce, autorstwa Tony’ego Kushnera, w przekładzie Jacka Poniedziałka i z nim w jednej z głównych ról.
W 2000 Warlikowski zadebiutował jako reżyser operowy, przygotowując w Teatrze Wielkim w Warszawie prapremierę opery Roxanny Panufnik The Music Programm. W tym samym roku wyreżyserował Don Carlosa Giuseppe Verdiego, a w kolejnych latach m.in. Ignoranta i szaleńca Pawła Mykietyna (2001), Ubu Rexa Krzysztofa Pendereckiego (2003) i Wozzecka Albana Berga (2006), którego libretto oparte jest na dramacie Georga Büchnera. Jego ostatnimi realizacjami operowymi są Ifigenia w Taurydzie Glucka (2006) i Sprawa Makropulos Janáčka (2007) w Operze Paryskiej. W 2008 roku jako pierwszy polski reżyser powojenny zrealizował dzieło Wagnera na Zachodzie. W przygotowywanym Parsifalu spodziewano się niewygodnych nawiązań historycznych. Dzieło przyjęto z buczeniem, okrzykami i jednoczesnymi oklaskami. Skandal wywołały przerywające operę fragmenty filmu Roberto Rosselliniego „Niemcy w roku zero”, które odebrano jako zestawienie dzieła Wagnera z nazizmem. Inni krytycy jednak nazywają to przewrażliwieniem, doceniając pozostałe walory inscenizacji. W 2009 roku wyreżyserował w Operze Paryskiej Króla Rogera Karola Szymanowskiego.
Od 1999 jest związany z warszawskim Teatrem Rozmaitości (później: TR Warszawa).
W 2008 roku został dyrektorem artystycznym Nowego Teatru w Warszawie.
Krzysztof Warlikowski jest gejem. Jego żoną, z którą współtworzy swoje spektakle, jest scenografka Małgorzata Szczęśniak.

## Najważniejsze inscenizacje
- Auto da fé według Eliasa Canettiego – PWST w Krakowie, Scena Szkolna (1992)
- Białe noce według Fiodora Dostojewskiego (dyplom reżyserski) – PWST w Krakowie, Scena Szkolna (1992)
- Markiza O. według Heinricha von Kleista – Stary Teatr im. Heleny Modrzejewskiej w Krakowie (1993)
- Kupiec wenecki Szekspira – Teatr im. W. Horzycy w Toruniu (1994)
- Proces według Franza Kafki – School of Drama Beit Zvi w Tel Awiwie (1995)
- Roberto Zucco Bernarda-Marie Koltèsa – Teatr Nowy w Poznaniu (1995)
- Elektra Sofoklesa – Teatr Dramatyczny w Warszawie (1997)
- Zimowa opowieść Szekspira – Teatr Nowy w Poznaniu (1997)
- Tancerz mecenasa Kraykowskiego według Witolda Gombrowicza – Teatr Powszechny w Radomiu (1997)
- Hamlet Szekspira – School of Drama Beit Zvi w Tel Awiwie (1997)
- Poskromienie złośnicy Szekspira – Teatr Dramatyczny w Warszawie (1998)
- Perykles Szekspira – Piccolo Teatro w Mediolanie (1998)
- Zachodnie wybrzeże Bernarda-Marie Koltèsa – Teatr Studio w Warszawie (1998)
- Fenicjanki Eurypidesa – Municipal Theater w Beer Szewa (1998)
- Wieczór trzech króli Szekspira – Staatstheater w Stuttgarcie (1999)
- Hamlet Szekspira – Teatr Rozmaitości w Warszawie (1999)
- Burza Szekspira – Staatstheater w Stuttgarcie (2000)
- The Music Programm Roxanny Panufnik (opera) – Teatr Wielki w Warszawie (2000)
- Don Carlos Giuseppe Verdiego (opera) – Teatr Wielki w Warszawie (2000)
- Bachantki Eurypidesa – Teatr Rozmaitości w Warszawie (2001)
- Oczyszczeni Sarah Kane – Teatr Rozmaitości w Warszawie w koprodukcji z Wrocławskim Teatrem Współczesnym (2001)
- W poszukiwaniu straconego czasu według Marcela Prousta – Schauspiel w Bonn (2002)
- Burza Szekspira – Teatr Rozmaitości w Warszawie (2003)
- Sen nocy letniej Szekspira – Théâtre National w Nicei (2003)
- Ubu Rex Krzysztofa Pendereckiego (opera) – Teatr Wielki w Warszawie (2003)
- Dybuk według Szymona Ans-kiego i Hanny Krall – Teatr Rozmaitości w Warszawie w koprodukcji z Wrocławskim Teatrem Współczesnym (2003)
- Speaking in Tongues Andrew Bovella – Tonnel Groep w Amsterdamie (2004)
- Makbet Szekspira – Staatstheater w Hanowerze (2004)
- Krum Hanocha Levina – Teatr Rozmaitości w Warszawie w koprodukcji ze Starym Teatrem w Krakowie (2005)
- Wozzeck Albana Berga (opera) – Teatr Wielki w Warszawie (2006)
- Madame de Sade Yukio Mishimy – Tonnel Groep w Amsterdamie (2006)
- Ifigenia w Taurydzie Christopha Willibalda Glucka – Opera Paryska (2006)
- Anioły w Ameryce Tony’ego Kushnera – Teatr Rozmaitości w Warszawie (2007)
- Sprawa Makropulos Leoša Janáčka – Opera Paryska (2007)
- (A)pollonia – Nowy Teatr w Warszawie (2009)
- Król Roger Karol Szymanowski – Opera Paryska (2009)
- Un Tramway według Tramwaju zwanego pożądaniem Tennessee Williamsa – Odéon-Théâtre de l’Europe (2010)
- Koniec według Nickel Stuff Bernarda-Marie Koltèsa, Procesu i Myśliwego Grakchusa Franza Kafki oraz Elisabeth Costello Johna Maxwella Coetzee – Nowy Teatr, Warszawa (2010)
- Opowieści afrykańskie według Szekspira według dramatów Szekspira Król Lear, Otello, Kupiec wenecki, powieści Coetzee Lato oraz monologów Mouawada – Nowy Teatr w Warszawie (2011)
- Kabaret warszawski inspirowany tekstem Johna van Drutena I’m a Camera oraz filmem Shortbus Johna Camerona Mitchella – Nowy Teatr w Warszawie (2013)

## Najważniejsze nagrody i odznaczenia
- 1997 – Honorowy Złoty Yorick – nagroda w konkursie Theatrum Gedanense na inscenizację sztuki Szekspira dla Zimowej opowieści
- 2003 – Paszport „Polityki”
- 2003 – Złoty Yorick, nagroda Fundacji Theatrum Gedanense dla najlepszego przedstawienia szekspirowskiego sezonu 2002/2003 dla Burzy
- 2003 – Nagroda Francuskiego Związku Krytyków Teatralnych dla Oczyszczonych Sarah Kane, najwybitniejszego przedstawienia obcojęzycznego w sezonie 2002/2003 we Francji
- 2003 – Laur Konrada na 6. Ogólnopolskim Festiwalu Sztuki Reżyserskiej „Interpretacje”
- 2003 – Nagroda Sekcji Krytyków Teatralnych Polskiego Ośrodka Międzynarodowego Instytutu Teatralnego
- 2004 – Dyplom Ministra Spraw Zagranicznych za wybitne zasługi dla promocji Polski w świecie w 2003
- 2004 – francuski Order Kawalera Kultury
- 2007 – Nagroda im. Konrada Swinarskiego – przyznawana przez redakcję „miesięcznika „Teatr” – dla najlepszego reżysera sezonu 2006/2007 za reżyserię przedstawienia „Anioły w Ameryce” Tony’ego Kushnera w TR Warszawa[7].
- 2011 – Srebrny Medal „Zasłużony Kulturze Gloria Artis”[8]
- 2019 – International Opera Awards w kategorii najlepsza produkcja roku[9]
- 2021 – Złoty Lew Biennale w Wenecji w dziedzinie teatru za „symbol postkomunistycznego teatru[10][11]